# Haapasaari (ö i Södra Savolax, S:t Michel, lat 61,37, long 26,72)
Haapasaari är en ö i Finland. Den ligger i sjön Juolasvesi och Sarkavesi och i kommunen Mäntyharju i den ekonomiska regionen  S:t Michel och landskapet Södra Savolax, i den södra delen av landet, 160 km nordost om huvudstaden Helsingfors. Öns area är 58,5 hektar och dess största längd är 1,6 kilometer i sydöst-nordvästlig riktning.